# Karl Friedrich Hampe
Ne doit pas être confondu avec Karl Hampe (1869-1936), historien médiéviste allemand
Karl Friedrich Hampe ou Carl Friedrich Hampe (Berlin, 13 juillet 1772 - Berlin, 29 décembre 1848) est un peintre et dessinateur prussien rattaché au mouvement du romantisme. 

## Biographie
Karl Friedrich Hampe est accepté comme étudiant à l'Académie royale des Arts de Prusse en 1788. Là, il reçoit l'enseignement de Johann Gottfried Niedlich de 1790 à 1794 et plus tard de Johann Christoph Frisch et Johann Friedrich Wilhelm Wagner. 
En 1796, la série de gravure sur cuivre Scenen aus dem siebenjährigen Kriege (Scènes de la Guerre de Sept Ans) est publiée sur la base de ses dessins. En 1798, il fait sensation avec un Doppelporträt des preußischen Königpaars, Arm in Arm durch das Brandenburger Tor promenierend (Double portrait du couple royal de Prusse, bras dessus bras dessous, passant par la porte de Brandebourg). Les tentatives de faire des gravures sur cuivre de l’œuvre ont échoué. 
À partir de 1810, il présente régulièrement des peintures à l'huile aux expositions de l'académie, principalement des toiles sur l'architecture médiévale, ce qui en fait l'un des premiers représentants du genre de l'architecture et de la peinture d'intérieur de Berlin. 
Hampe est un autodidacte. Il fait de nombreux voyages à pied, entre autres en Silésie, en Bohême, dans les montagnes du Harz pour visiter de vieux bâtiments. L'influence de Karl Friedrich Schinkel est clairement visible dans les compositions architecturales de Hampe.
En 1816, l'Académie royale l'accepte comme membre à part entière. En 1823, il devient professeur à l'école de dessin académique ; en 1825, professeur et inspecteur de l'académie ; et en 1828, membre du Sénat. 
Hampe est marié. L'artiste Ludwig Buchhorn a réalisé un dessin à l'aquarelle de sa femme enceinte. 
La plupart des œuvres de Hampe a disparu. Seules quatre représentations de genre historiques sont en possession des châteaux et jardins prussiens de Berlin-Brandebourg. En 2013, la Galerie Bassenge de Berlin a présenté son œuvre Gotische Kirche am Meer (Église gothique au bord de la mer). 

Œuvres de Karl Friedrich Hampe
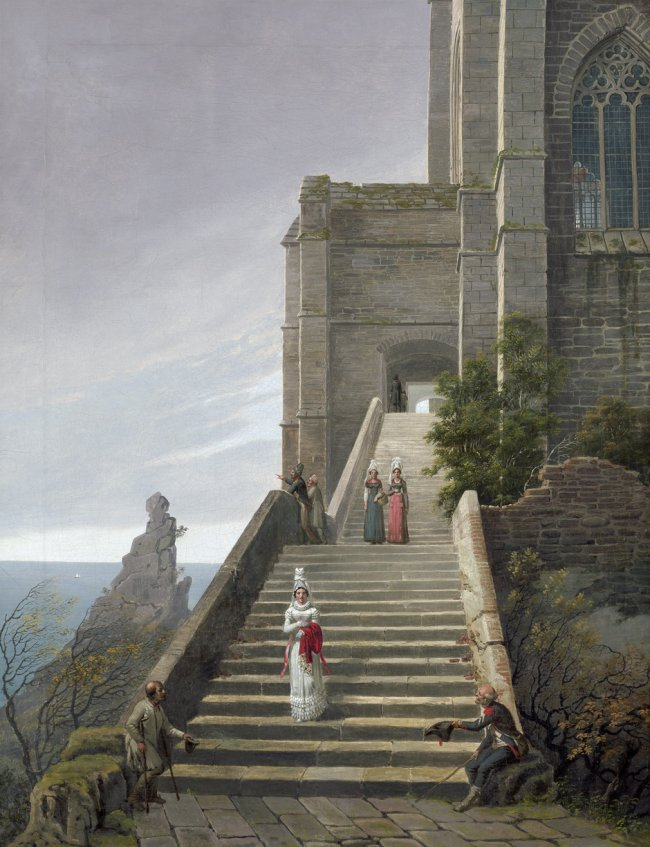
Gotische Kirche am Meer (Église gothique au bord de la mer, 1816)
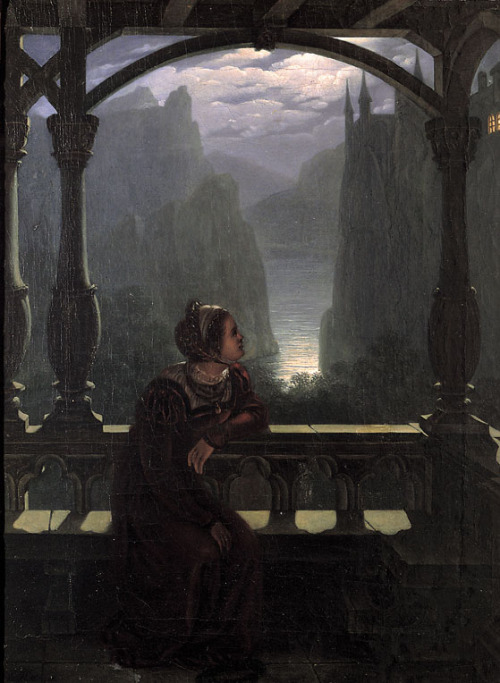
Ritterschloss im Mondschein (Château de chevalier au clair de lune, 1817)
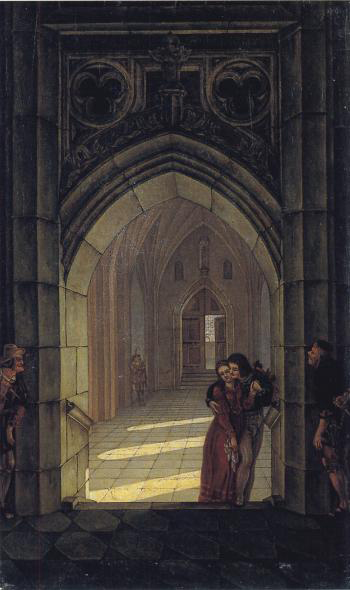
Bedrohtes Liebespaar (Amants menacés, 1817)
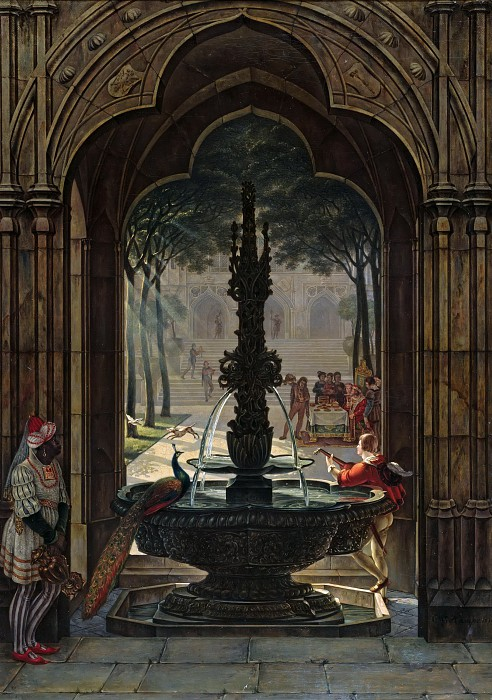
Cour avec fontaine (1819), Alte Nationalgalerie
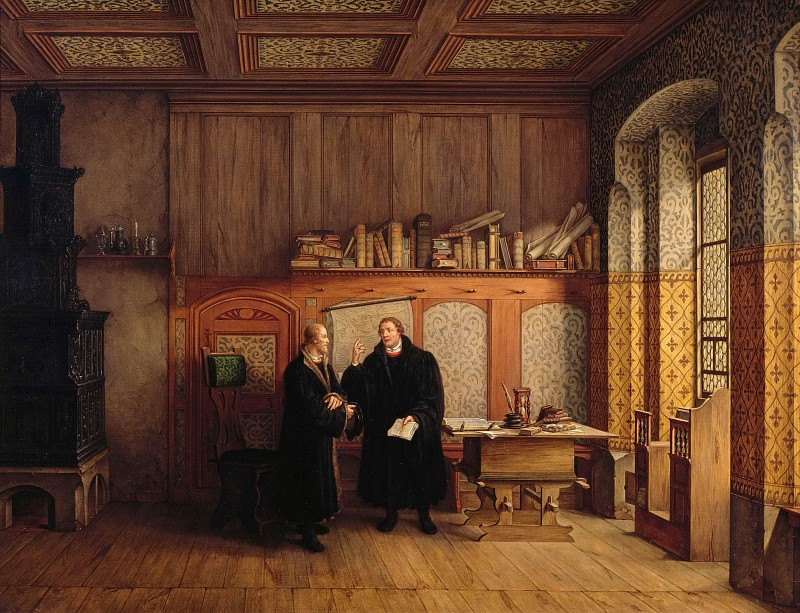
Luther room in Wittenberg. Luther and Melanchthon in conversation (1821), Alte Nationalgalerie